# Santa Eulalia (Gijón)
Santa Eulalia (en asturiano y oficialmente: Santolaya) es un lugar que pertenece a la parroquia de Baldornón en el concejo de Gijón (Principado de Asturias). Se encuentra a 178m s. n. m. y está situada a 11,20 km de la capital del concejo, Gijón.

## Población
En 2020 contaba con una población de 25 habitantes (INE 2020) repartidos en 19 viviendas.